# Kertowono
Kertowono is een bestuurslaag in het regentschap Lumajang van de provincie Oost-Java, Indonesië. Kertowono telt 4076 inwoners (volkstelling 2010).